# Merlin Entertainments
Merlin Entertainments Group Ltd ou simplesmente Merlin Entertainments é a maior operadora de parques de diversão e outras atrações voltadas para o público infantil na Europa e a segunda no Mundo depois da The Walt Disney Company. 
Sediada em Poole, no condado inglês de Dorset, a Merlin opera em 2025 130 atações em 22 países.
Entre as suas atrações estão os parques Legoland, museus de cera Madame Tussauds, aquários Sea Life e as rodas gigantes ‘Eye’ (a mais famosa em Londres).
O seu sucesso se deve pela parceria com empresas públicas e privadas como a World Wide Fund for Nature. 
1. ↑  «'Big metal rollercoasters beat AI': Legoland owner's boss on the thrill of theme parks in a tech world»